# Dark Sadness
Dark Sadness war eine 1993 bis 1998 aktive Gothic-Metal-Band.

## Geschichte
Dark Sadness wurde 1993 in der mexikanischen Stadt Cuernavaca gegründet. Ihr Debüt Art & Solitude nahm die Band in einer Besetzung aus dem Gitarristen José Sánchez González, dem Bassisten und Sänger Guillermo Vázquez „William Sad“ J., dem Schlagzeuger M. de Florencia und dem Sänger und Keyboarder Alejandro G. Román in Eigenregie auf und veröffentlichte es vorerst ohne die Unterstützung eines Labels. Es folgten einige Umbesetzungen, insbesondere die Rolle des Schlagzeugers variierte, allerdings ohne, dass diese offiziell an Aufnahmen beteiligt waren. Im August 1996 nahm die Gruppe, ohne Angaben der Besetzung das Demo Sad Wings of Destiny auf. Zwei Jahre später löste sich Dark Sadness auf. Art & Solitude wurde nachkommend wiederveröffentlicht. Im Jahr 2015 als Teil des Split-Albums Twirl of Shadows Mit der ebenfalls aufgelösten Death-Doom-Band A Naked Soul über American Line Productions und im Jahr 2017 als eigenständiges Album über Satanarsa Records. Nach der offiziellen Auflösung kam es zu gelegentlichen Auftritten der Band ohne vollendete Reunion mit neuen Aufnahmen.

## Stil
Dark Sadness gilt als sehr früh im Genre gegründete Gothic-Metal-Band, deren Stil Paradise Lost oder Moonspell erinnere, dabei aber weit weniger ausgefeilt erscheine. Aleksey Evdokimov sah die Gruppe hingegen in direkter Tradition zu Anathemas Album Serenades mit einem moderaten Einsatz des Keyboards, der der Musik Atmosphäre verleihe. Der Gesang variiert zwischen Growling und von Leid geprägtem und klagendem Klargesang. Das Spiel der Leadgiatte verziert den klagenden Aspekt während das Tempo von einer Dynamik zwischen langsamen und mittleren Passagen geprägt ist.

## Diskografie
- 1996: Art & Solitude (Album, Selbstverlag; 2015: als Teil des Split-Albums Twirl of Shadows Mit A Naked Soul, American Line Prod; 2017: Satanarsa Records)
- 1996: Sad Wings of Destiny (Demo, Selbstverlag)